# Nino Farina

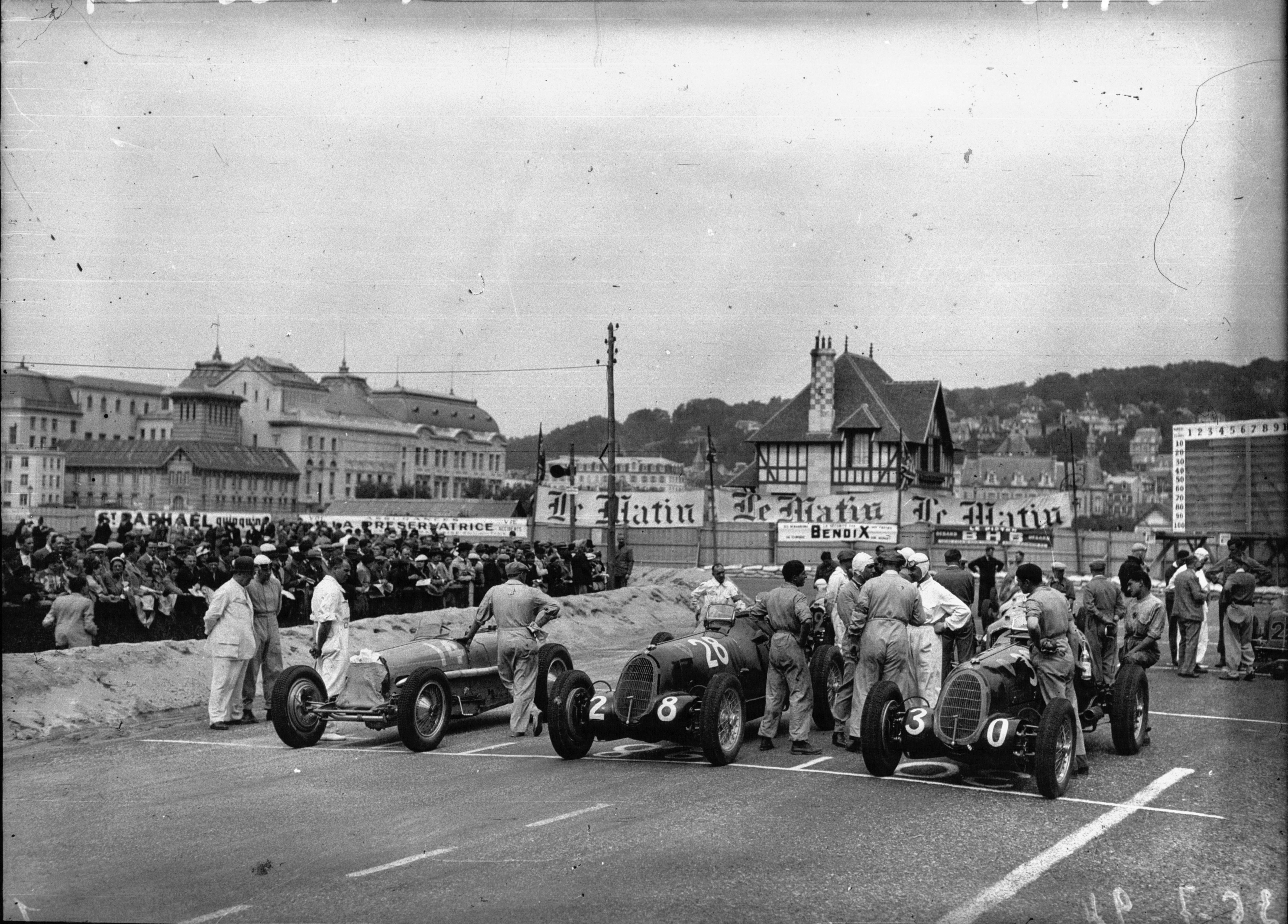
Nino Farina (mitten) i starten av Deauvilles Grand Prix 1936.

Emilio Giuseppe "Nino" Farina, född 30 oktober 1906 i Turin, död 30 juni 1966 i Chambery i Frankrike, var en italiensk racerförare. Farina var brorson till bildesignern Battista Pininfarina.

## Racingkarriär
Farina började med racing 1932 i Alfa Romeo. Han gick sedan över till Maserati. 1938 och 1939 körde han för Scuderia Ferrari, men i en Alfa Romeo 158. Efter andra världskriget vann Farina Monacos Grand Prix 1948 i en privat Maserati. 
Säsongen 1950 gick Farina tillbaka till Alfa Romeo, vilket var den säsong som Formel 1-VM hade premiär och han tävlade då, 44 år gammal, i den nya racingklassen. 
Farina vann historiens första VM-lopp i formel 1, Storbritanniens Grand Prix 1950, och blev också den förste världsmästaren i formel 1. Redan 1951 fick formel 1 en ny världsmästare, Juan Manuel Fangio. Säsongen 1952 blev Farina tvåa i mästerskapet, men då i en Ferrari. 
Farina omkom i en trafikolycka på väg till Frankrikes Grand Prix 1966, bara några månader före sin 60-årsdag.

## F1-karriär
| Säsong                | Stall/Tillverkare     | Placering             | Lopp | Poäng  | Etta | Tvåa | Trea | Pole | Varv |
| --------------------- | --------------------- | --------------------- | ---- | ------ | ---- | ---- | ---- | ---- | ---- |
| 1950                  | Alfa Romeo            | 1                     | 6    | 30     | 3    |      | 3    | 2    | 3    |
| 1951                  | Alfa Romeo            | 4                     | 7    | 19     | 1    |      |      |      | 2    |
| 1952                  | Ferrari               | 2                     | 7    | 24     |      | 4    |      | 2    |      |
| 1953                  | Ferrari               | 3                     | 8    | 26     | 1    | 3    | 1    |      |      |
| 1954                  | Ferrari               | 8                     | 2    | 6      |      | 1    |      | 1    |      |
| 1955                  | Ferrari               | 5                     | 4    | 10,33  |      | 1    | 2    | 1    |      |
| Sammanlagt 6 säsonger | Sammanlagt 6 säsonger | Sammanlagt 6 säsonger | 34   | 115,33 | 5    | 9    | 6    | 6    | 5    |

| 1. Storbritannien 1950 2. Schweiz 1950 3. Italien 1950 4. Belgien 1951 5. Tyskland 1953 |

| 1. Belgien 1952 2. Frankrike 1952 3. Tyskland 1952 4. Nederländerna 1952 5. Nederländerna 1953 6. Schweiz 1953 7. Italien 1953 8. Argentina 1954 9. Argentina 1955 |

| 1. Schweiz 1951 2. Italien 1951 3. Spanien 1951 4. Storbritannien 1953 5. Argentina 1955 6. Belgien 1955 |

| 1. Storbritannien 1950 2. Belgien 1950 3. Schweiz 1952 4. Storbritannien 1952 5. Argentina 1954 6. Argentina 1955 |

| 1. Storbritannien 1950 2. Schweiz 1950 3. Belgien 1950 4. Storbritannien 1951 5. Italien 1951 |

### Fotnoter
1. ↑  Hill, Tim (2011) (på engelska). Formula 1 - The Complete History. Croxley Green, Hertfordshire, England: Transatlantic Press. sid. 16. ISBN 978-1-907176-84-5